# Georges Izambard

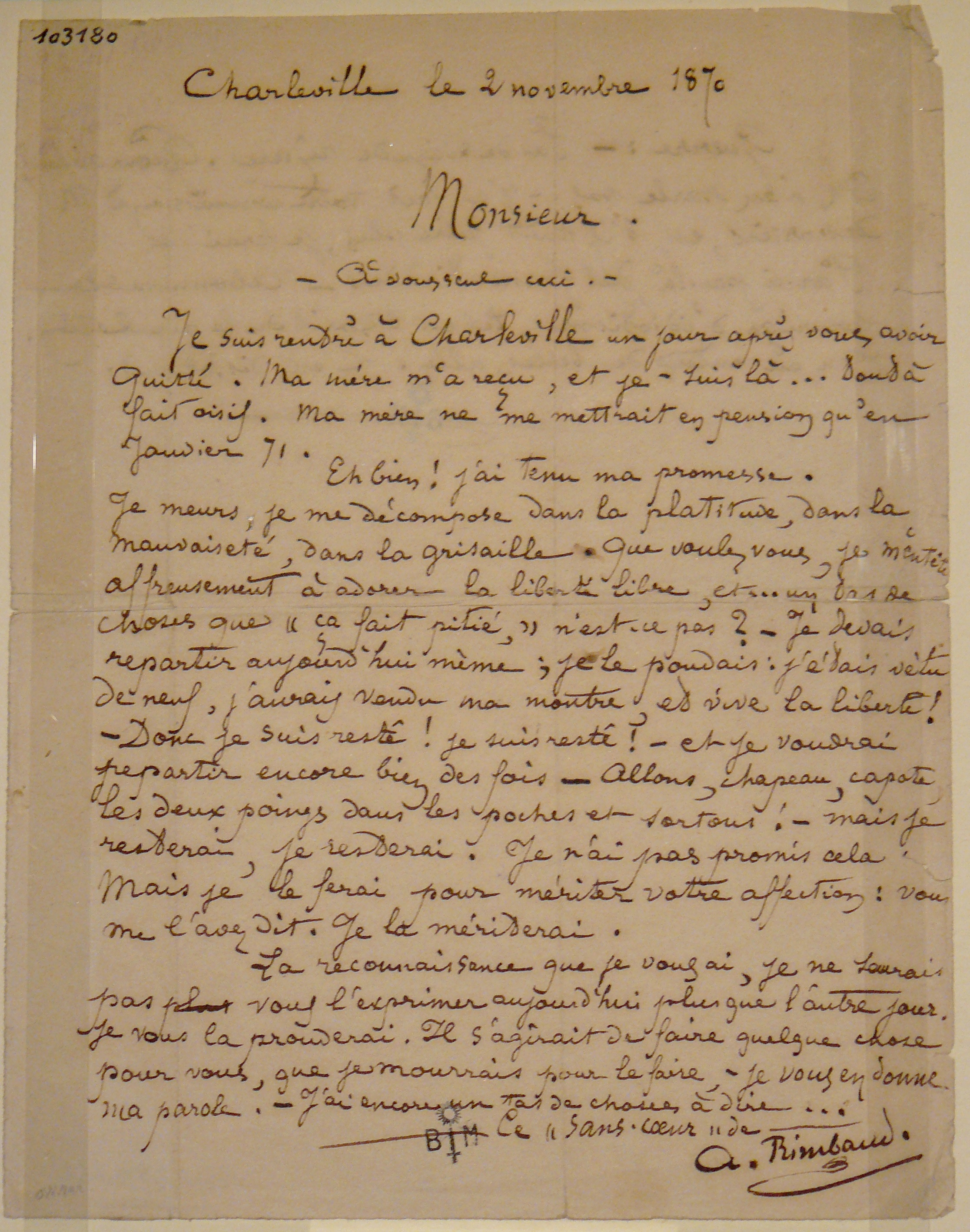
Lettera del 2 novembre 1870 inviata da Rimbaud a Izambard.

Georges Alphonse Fleury Izambard (Parigi, 11 dicembre 1848 – febbraio 1931) è stato un insegnante francese di retorica, noto come maestro e corrispondente di Arthur Rimbaud, che fu suo allievo al Collège di Charleville, quando aveva per soprannome "Zanzibar".

## Alcune pubblicazione
- À Douai et à Charleville. Lettres et écrits inédits [d'Arthur Rimbaud] commentés par Georges Izambard, Paris, Kra, 1927.
- (FR) Georges Izambard, Rimbaud tel que je l'ai connu, Rennes, Éditions La Part Commune, 2010  [1947 (postumo)], ISBN 9782844281388.